# Alex van Veen
```
Alex Langeveld
 (
Naaldwijk
, 
26 maart
 
1959
 - 
Amsterdam
 
9 december
 
2021
) beter bekend onder zijn alias 
Alex van Veen
 was een Nederlandse 
journalist
```

Van Veen werkte sinds augustus 1980 bij de kraakkrant Grachtenkrant, en vanaf 1988 voor het tijdschrift Ravage, waar hij in 2003 eindredacteur werd. Toen in december 2005 Ravage als papieren tijdschrift ophield te bestaan en slechts op internet verderging, stopte Van Veen als eindredacteur.
In het laatste nummer van Ravage had Van Veen flinke kritiek op het linkse activisme, wat de doelgroep was van het blad Ravage. Zo sprak hij over "de onmacht van het links activisme", en vond hij dat radicaal-links "al vaak genoeg achter de feiten aan loopt". Verder klaagde hij over "structureel gebrek aan samenwerking, perspectief en vernieuwende initiatieven bij radicaal-links, alsmede de richtingloosheid op het terrein van het activisme".
Van Veen bleef nog langere tijd wel actief binnen de redactie van Ravage Digitaal.